# Atractus kangueryensis
Atractus kangueryensis este o specie de șerpi din genul Atractus, familia Colubridae, descrisă de Cacciali, Villalba și Yanosky în anul 2007. Conform Catalogue of Life specia Atractus kangueryensis nu are subspecii cunoscute.